# Michelbach-le-Haut
Michelbach-le-Haut – miejscowość i gmina we Francji, w regionie Grand Est, w departamencie Górny Ren.
Według danych na rok 1990 gminę zamieszkiwało 471 osób, 64 os./km².